# 菊石まれほ
菊石 まれほ（きくいし まれほ）は、日本の小説家。愛知県在住。

## 経歴
平成生まれ。2020年10月、投稿作『ユア・フォルマ 電子犯罪捜査局』が第27回電撃小説大賞にて大賞を受賞し、2021年3月に同作を改題・改稿した『ユア・フォルマ 電索官エチカと機械仕掛けの相棒』により作家デビューした。
中学生時代愛好した小説の続編発売を待ちきれなかったことで、同作の二次創作から小説執筆を開始した。自身の実力を図るため、10代後半に電撃小説大賞の公募に初応募した後は、ライトノベルから一般文芸までいくつかの賞に応募したものの、最終的には安定して二次選考以上に進むことができた電撃小説大賞への応募に注力するようになった。

## 人物
好きな作品として杉井光の『神様のメモ帳』や、支倉凍砂の『狼と香辛料』などを挙げている。学生時代に読んだ森博嗣の『スカイ・クロラ』シリーズは、ネガティブな感情を書くことを避けなくても良いことを教えてくれたと述べる。他にも、『DRAG-ON DRAGOON』や『NieR』シリーズなどを手掛けたゲームクリエイターのヨコオタロウの影響を受けている。好きなゲームとしては『Bloodborne』や『Nier』シリーズなどを挙げる。また、知り合いからSF映画『インターステラー』を薦められたことをきっかけとしてSF映画を多く見るようになり、自身の作品にも（映画ではないが）SF作家アイザック・アシモフの小説作品や、アシモフのロボット工学三原則が反映されたと述べている。

## 作品リスト

### 単行本

#### ユア・フォルマ
イラスト: 野崎つばた、電撃文庫、2021年3月 - 、既刊7巻

### 雑誌等掲載作品
小説
- 「この光が落ちないように」 - 『Genesis この光が落ちないように』（東京創元社、2022年9月）

エッセイなど
- 「ひみつのおやつ*菓子パン」 - 『紙魚の手帖』vol.04 APRIL 2022（東京創元社）

### コミカライズ
- ユア・フォルマ（漫画：如月芳規、『ヤングエース』2021年7月号[5] - 2023年10月号[6]）